# Halicyclops verae
Halicyclops verae – gatunek widłonoga z rodziny Halicyclopidae. Opisał go w 1984 roku brazylijski zoolog Carlos Eduardo Falavigna da Rocha z Universidade de São Paulo. Okazy typowe (holotyp – samica, paratyp – także samica) zostały pozyskane w czerwcu 1978 roku na dwóch różnych stanowiskach na rzece Pomonga w brazylijskim stanie Sergipe; samca nie opisano. Epitet gatunkowy autor nadał na cześć swojej przyjaciółki i współpracowniczki z Universidade Federal de Sergipe – Very Lucii da Souza Cruz.